# Fermi-szint

Többrétegű félvezető eszköz, melyben fém-félvezető közti Schottky-átmenet, illetve félvezető-félvezető közti heteroátmenet is található. A rétegek között beálló termikus egyensúly következtében a határfelületeken sávelhajlás látható, a kapuelektródával beállított közös Fermi-szintet piros pontozott vonal jelzi

A szilárdtestfizikában Fermi-szintnek (vagy Fermi-nívónak) nevezik egy rendszerben az elektronok kémiai potenciálját. Bár jellemzően energiajellegű mennyiségként adják meg, nem összetévesztendő a kvantummechanikában általánosabban definiált Fermi-energiával.
Sok folyamatban játszik szerepet, például a fényelektromos jelenség esetén a Fermi-szint és a vákuumszint közti különbségnek megfelelő energiát kell egy elektronnak átadni a szilárdtestből való eltávolításához. Az elektronok sávelméletében is kitüntetett a szerepe, a Fermi-szint az az energiaszint, amelynek betöltési valószínűsége éppen 50%, és intrinszik félvezetőkben a tiltott sáv közepén található. A félvezetők célzott szennyezésének (azaz dópolásának) egyik célja éppen az egyensúlyi Fermi-szint befolyásolása.
A fogalom a nevét Enrico Fermi olasz fizikusról kapta az elektronok statisztikáját leíró Fermi–Dirac-eloszlás nyomán.

## Értelmezése

### Klasszikus értelmezés

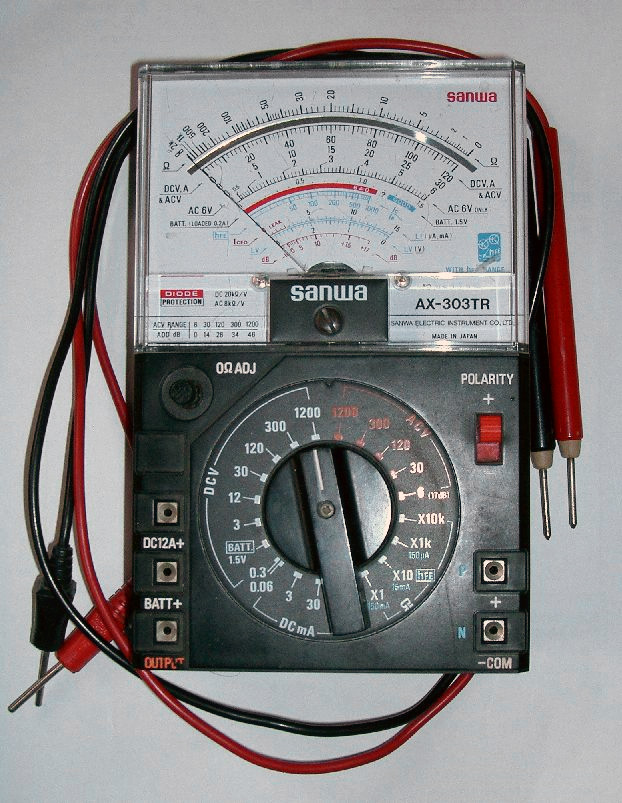
A feszültségmérő a Fermi-szint különbségeit méri

A Fermi-szint energiája klasszikus fizikai képben is érzékeltethető mennyiség, ugyanis bizonyos esetekben közvetlen mérésére is lehetőség van. A feszültségmérők valójában az elektródáikhoz érintett tárgyak Fermi-szintbeli különbségeit érzékelik, amikor a köztük levő elektromos potenciálkülönbséget kijelzik. A Fermi-szint azt fejezi ki, hogy egy szilárdtesthez egy elektron hozzáadásakor mekkora energiát kell kifejteni, a feszültségmérő által kijelzett feszültség pedig azzal arányos, hogy mekkora energiabefektetésre van szükség ahhoz, hogy egy elektront az egyik mért pontból a másikba juttassuk.
A feszültségkülönbség a Fermi-szintek különbségével az alábbi módon fejezhető ki:
{\displaystyle V_{\mathrm {A} }-V_{\mathrm {B} }={\frac {\mu _{\mathrm {A} }-\mu _{\mathrm {B} }}{-e}}},
ahol {\displaystyle V_{A}} és {\displaystyle V_{B}} két választott pont feszültsége, {\displaystyle \mu _{A}} és {\displaystyle \mu _{B}} ugyanezen pontok kémiai potenciálja (Fermi-szintje), {\displaystyle -e} pedig az elektron töltése.
Ha különböző kémiai potenciálú fémeket kontaktusba hozunk, köztük áram indul: a magasabb {\displaystyle \mu } (alacsonyabb {\displaystyle V}) irányából az alacsonyabb {\displaystyle \mu } (magasabb {\displaystyle V}) irányába. Termodinamikai egyensúlyban az elektromos kontaktusban álló testek kémiai potenciálja (Fermi-szintje) kiegyenlítődik. Egyensúlyban tehát ezeken a testeken a feszültségmérő sem mér elektromospotenciál-különbséget.

### Energiasáv-szerkezet
A szilárdtestfizika energiasáv-elmélete értelmében a szilárdtestekben az elektronok számára tiltott és megengedett energiasávok alakulnak ki az egymáshoz igen közel található energiaszintekből. Ebben a megközelítésben fontos szerepe van a Fermi-szintnek, ugyanis segítségével megkülönböztethetők a különféle vezetési jellegű anyagok, például a szigetelők, a vezetők, és a félvezetők.

#### A Fermi-szint definíciója a betöltöttség alapján

A Fermi–Dirac-eloszlás néhány különböző hőmérsékleten. A Fermi-szint nem különbözik, de a betöltöttség „hullámzása” a hőmérséklet emelésével egyre erőteljesebb

A sávszerkezetben a fermitikus tulajdonságú elektronok eloszlását (azaz hogy mely kvantumállapotok lesznek betöltöttek és melyek betöltetlenek) a Fermi–Dirac-statisztika határozza meg az alábbiak szerint:
{\displaystyle f(\epsilon )={\frac {1}{e^{(\epsilon -\mu )/k_{B}T}+1}}},
ahol {\displaystyle f(\epsilon )} az adott energiaszinthez tartozó állapot betöltöttsége, {\displaystyle T} az abszolút hőmérséklet, {\displaystyle k_{B}} a Boltzmann-állandó, {\displaystyle \mu } a kémiai potenciál. A Fermi-szinten levő kvantumállapot energiája megfelel a kémiai potenciálnak, itt a betöltöttség:
{\displaystyle f(\mu )={\frac {1}{e^{(\mu -\mu )/k_{B}T}+1}}={\frac {1}{1+1}}=50\%},
azaz a Fermi-szintnek megfelelő kvantumállapot betöltöttségi valószínűsége 50%, amely összefüggésből maga a Fermi-szint definíciója is származik.

#### Összefüggése a vezetési jelleggel
A szilárdtest vezetési jellegét az határozza meg, hogy sávszerkezetében a Fermi-szint milyen energiára esik. Ahhoz, hogy az elektronok a szilárd anyagon keresztülhaladjanak, az egyik kvantumállapotból a másikba kell ugraniuk terjedés közben. Ez csak akkor történhet, ha van olyan üres kvantumállapot a kiterjedt szilárdtestben, melyre az elektron át tud ugrani. Általában, ha a vegyértéksáv telített, az elektronok nem tudnak más kvantumállapotba lépni ebben a sávban. Ahhoz, hogy vezetés létrejöjjön, az elektronoknak egy nem betöltött sávban, a vezetési sávban kell lenniük.
A megengedett sávok és a Fermi-szint kölcsönös viszonya alapján az alábbi tipikus esetek különböztethetők meg:

Az anyagok vezetési jellemzőit alapvetően befolyásolja, hogy a megengedett és tiltott sávok hogyan viszonyulnak a Fermi-szinthez. Fémes vezetők esetén a Fermi-szint egy megengedett sáv belsejében található, míg szigetelő és félvezető anyagok jellemzője, hogy Fermi-szintjük különféle méretű tiltott sávokra esik

- Az anyagok vezetési jellemzőit alapvetően befolyásolja, hogy a megengedett és tiltott sávok hogyan viszonyulnak a Fermi-szinthez. Fémes vezetők esetén a Fermi-szint egy megengedett sáv belsejében található, míg szigetelő és félvezető anyagok jellemzője, hogy Fermi-szintjük különféle méretű tiltott sávokra esikElektromos vezetők: az ilyen anyagok (pl. fémek) esetén a Fermi-szint egy megengedett sáv belsejében található. Ekkor a termikus gerjesztés könnyen juttat elektronokat a teljesen betöltött állapotokból a betöltetlenekre, ezek könnyen elmozdulnak a rácsban. Az ilyen anyagok jellemzője a jó vezetőképesség szobahőmérsékleten, illetve hogy a hőmérséklet csökkenésével a vezetőképességük nő és még igen alacsony hőmérsékleten sem nullához tart.
- Félfémes vezetők: köztes esetet képező anyagok, melyeknél a Fermi-szint olyan helyen található a sávszerkezetben, ahol a vezetési és vegyértéksáv éppen összeér. Jellemző rájuk a vezetőképesség fémeshez hasonló hőmérsékletfüggése. A fémes vezetőkhöz képest azonban nagy különbség, hogy a félfémes vezetőkben elektron- és lyukvezetés egyaránt jellemző, mely inkább egy nulla tiltott sávú félvezetőhöz teszi őket hasonlatossá.
- Félvezetők: bennük a Fermi-szint tiltott sávban található. Félvezetők esetén a tiltott sáv nem túlságosan nagy, fotoeffektussal átgerjeszthető. Vezetőképességük nagyságrendekkel rosszabb, mint a fémes vezetőké, azonban ez célzott szennyezéssel (azaz dópolással) javítható. Mivel a szennyezőkkel bevitt extra állapotokhoz tartozó elektronok alacsony hőmérsékleten lokalizálttá válnak, a félvezetők vezetőképessége kis hőmérsékleten úgymond "befagy", az abszolút nulla fokhoz közeledve nullához tart.
- Szigetelők: a félvezetőkkel rokon a szerkezetük, szintén egy tiltott sávban található a Fermi-szint. A két utóbbi kategória között valójában egy adott alkalmazásban tehetünk csak különbséget. Jellemzőjük, hogy szobahőmérsékleten nem jó a vezetőképességük, mely a hőmérséklet csökkenésével tovább romlik.

Bizonyos félvezető eszközökben szükség lehet a Fermi-szint és a szilárdtestbeli sávok egymáshoz való viszonyának változtatására. Például dópolással, kapuelektródával vagy több eltérő sávszerkezetű anyag kontaktusba hozásával van erre lehetőség. Ilyenkor a kémiai potenciál azonos marad (hiszen azt a mérést végző elektródák megszabják), viszont az egész sávszerkezet elmozdul az energiaskálán. A módosuló sávszerkezet felületi jelenségei a sávelhajlások.

### A „Fermi-tenger”
A Fermi-szint és a Fermi–Dirac-statisztika egy népszerű és szemléletes hasonlatában a betöltött állapotokat egy tengerként mutatják be. Az abszolút nulla hőmérsékletű esetben a ez a konceptuális tenger nem hullámzik, mely az éles betöltöttségi függvénynek felel meg: nulla fokon ugyanis a szilárdtestbeli állapotok betöltési valószínűsége a Fermi-szint alatt 1, felette 0, a kettőt pedig éles határ választja el. A hőmérséklet emelésével „a Fermi-tenger hullámzásba kezd”, azaz a betöltöttség a Fermi-szint körül kissé ingadozik. A hasonlatban a magasabb és magasabb hőmérsékletek esetén a hullámok is egyre nőnek.
Az allegorikus leírás egy másik fogalma a „a Fermi-tenger párolgása”, mely annak feleltethető meg, hogy a szilárdtest elektronrendszerének könnyebben (kisebb energiával) gerjeszthető elektronjai a Fermi-szint környékén találhatók.

## Fermi-felület

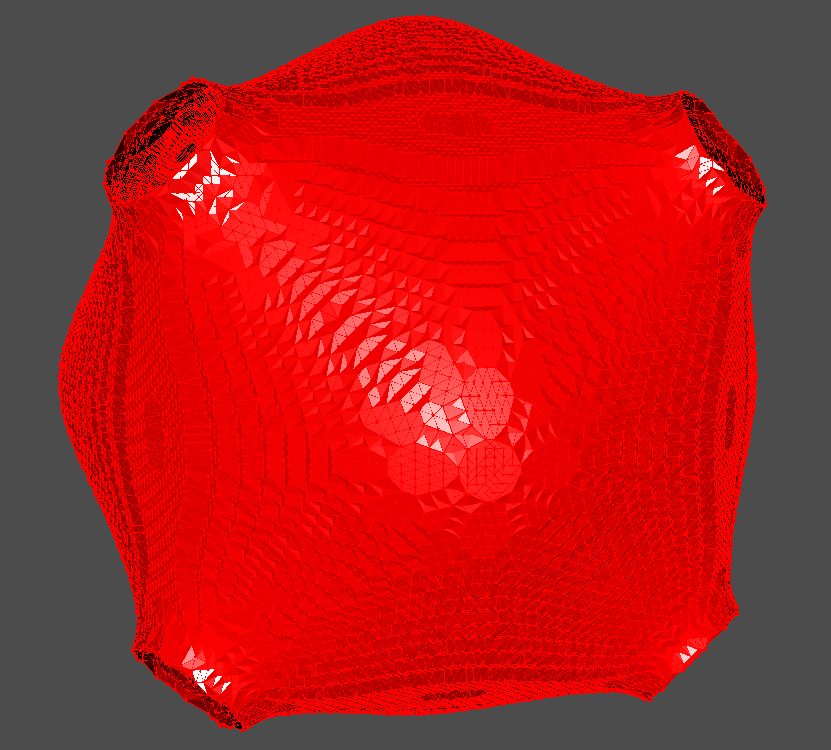
Tömbi ezüst Fermi-felületének szimulációja a Brillouin-zónában

A sávszerkezeti képben ábrázolt kvantumállapotoknak mind megfelel egy-egy reciproktérbeli hullámszámvektor, így a betöltött állapotok a reciproktérban is szemléltethetők. A fermitikus tulajdonságú elektronokra érvényben levő Pauli-elv értelmében, a Fermi–Dirac-eloszlásnak megfelelően először az alacsonyabb energiájú kvantumállapotok kezdenek el betöltődni. A reciproktérben, abszolút nulla hőmérsékleten a Fermi-szintig betöltött állapotokat ábrázolva egy zárt felületet rajzolhatunk fel, mely a betöltött és be nem töltött kvantumállapotoknak megfelelő hullámszámvektorokat határolja el. Ezt nevezik Fermi-felületnek.
Szabad elektronok esetén, a spinektől eltekintve, ideális Fermi-gázban, ahol az {\textstyle E=\hbar \omega ={\frac {\hbar ^{2}k^{2}}{2m}}} diszperziós reláció adja meg a kvantumállapotok energiája és hullámszáma közti összefüggést, ott a hullámszámtérben a Fermi-felület egy {\displaystyle k_{F}} Fermi-hullámszámnyi sugarú gömb, ahol:
{\displaystyle k_{F}={\frac {\sqrt {2mE_{F}}}{\hbar }}}.
Összetettebb esetekben ezen felület alakja is bonyolultabb lehet.
A Fermi-felület jelentőségét az adja, hogy hatása bizonyos kísérletekben is tetten érhető, segítségével bizonyos jelenségek könnyebben magyarázhatók. Például mágneses térbe helyezett anyag elektronjai kényszerpályára állnak, mely pályákat a Fermi-felület és a tér normálisának metszésvonala jelöl ki. Ez egyben lehetőséget ad a Fermi-felület feltérképezésére, így az anyag kötésállapotainak, elektronszerkezeti konfigurációjának megismerésére is.

## Fordítás
Ez a szócikk részben vagy egészben  a   Fermi level című angol Wikipédia-szócikk ezen változatának fordításán alapul.  Az eredeti cikk szerkesztőit annak laptörténete sorolja fel. Ez a jelzés csupán a megfogalmazás eredetét és a szerzői jogokat jelzi, nem szolgál a cikkben szereplő információk forrásmegjelöléseként.

### Szakkönyvek
- Charles Kittel: Bevezetés a szilárdtest-fizikába. Budapest: Műszaki Könyvkiadó. 1981.
- Thomas Ihn: Semiconductor Nanostructures: Quantum states and electronic transport. Oxford: Oxford University Press. 2009.  ISBN 9780199534432
- Sólyom Jenő: A modern szilárdtest-fizika alapjai I: Szerkezet és dinamika. Budapest: ELTE Eötvös Kiadó. 2009.  ISBN 9789632840970

### Tananyagok, ismeretterjesztő weblapok
- Fermi level and Fermi function. hyperphysics.phy-astr.gsu.edu. (Hozzáférés: 2017. november 30.)
- Nika, Akopian: Fermi Surfaces. phycomp.technion.ac.il. [2017. december 7-i dátummal az eredetiből archiválva]. (Hozzáférés: 2017. december 8.) Magyarázatok kétdimenziós reciproktérbeli Fermi-felületek szerkesztéséhez